# Мартыненко, Олег Петрович
Оле́г Петро́вич Мартыне́нко (4 марта 1934, Ташкент — 2 мая 2009, Москва) — советский и российский учёный и педагог.

## Биография
Окончил Московский институт химического машиностроения в 1959 г., доктор технических наук, профессор, академик РАЕН (1998), академик Академии инженерных наук РФ, Международной академии наук высшей школы; заслуженный деятель науки и техники РСФСР, Почётный работник высшего профессионального образования Российской Федерации; разработал информационно-вероятностный подход решения проблемы неразрушающего контроля несущей способности крупногабаритных изделий из новых конструкционных материалов.
Основные области научных интересов — теория управления стохастическими системами, микроэлектроника.
Ректор и основатель Братского индустриального института (БрИИ), впоследствии Братского государственного технического университета (БрГТУ).
Автор книг: «Физические принципы управления магнитными мезоскопическими системами», «Физика редкоземельных металлов в области магнитных фазовых переходов».